# Ross 128

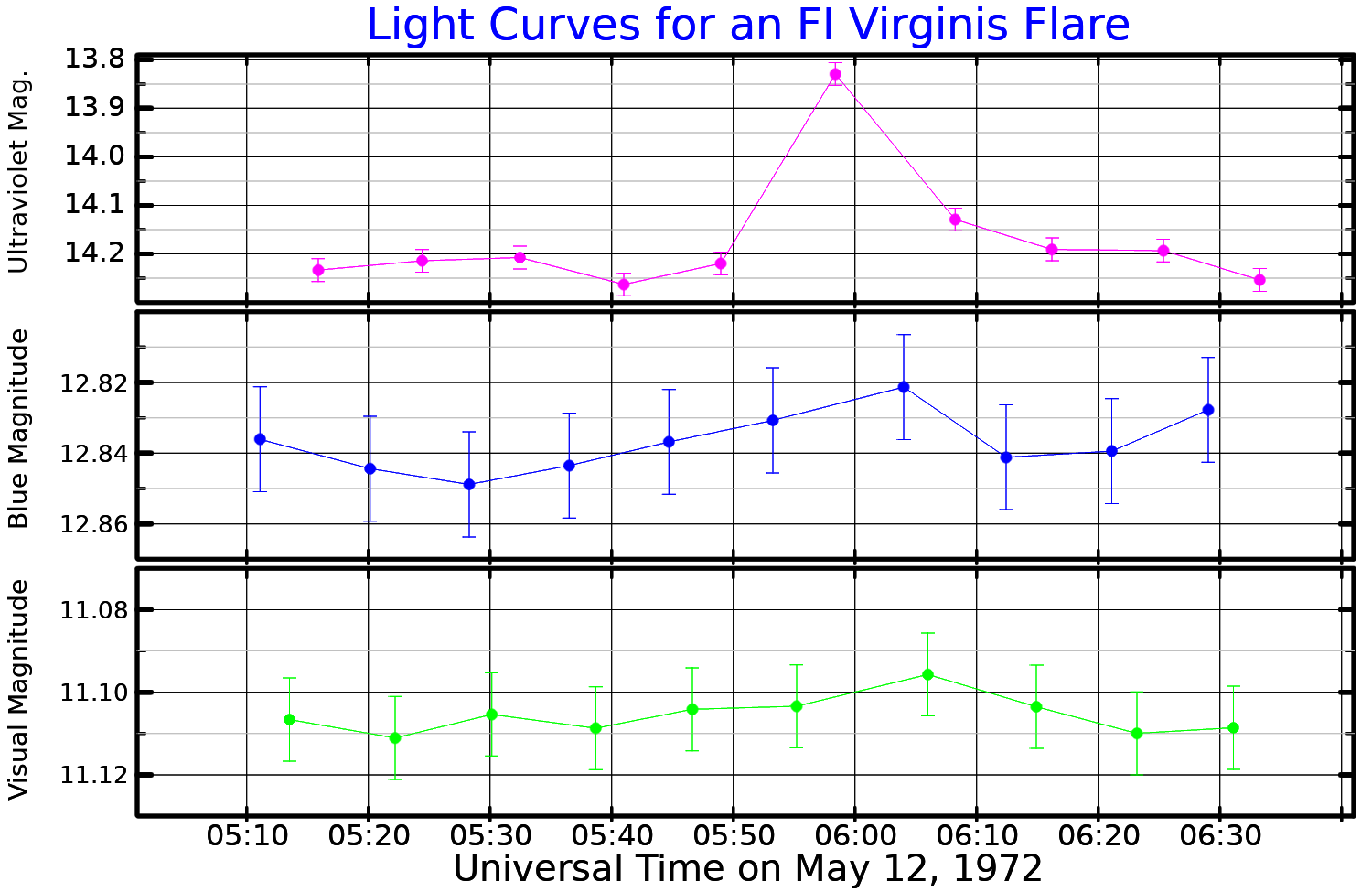
Lichtkromme van Ross 128. De rode kromme laat een flare zien.

De verandering van de afstand van Ross 128 vergeleken met andere nabije sterren

Ross 128 is een rode dwerg (spectraalklasse M4V) in het sterrenbeeld Maagd op 11,01 lichtjaar van het zonnestelsel. Ross 128 is een vlamster met een schijnbare magnitude van 11,15. In juli 2017 ontdekte men de exoplaneet Ross 128b.
De naam van de ster verwijst naar een catalogus van sterren met grote eigenbeweging van Frank Elmore Ross uit 1926.